# Église Saint-Georges de Željuša
Pour les articles homonymes, voir Église Saint-Georges.
L'église Saint-Georges de Željuša (en serbe cyrillique : Црква Св. Ђорђа у Жељуши ; en serbe latin : Crkva Sv. Đorđa u Željuši) est une église orthodoxe serbe serbe située à Željuša, dans la municipalité de Dimitrovgrad et dans le district de Pirot en Serbie. Elle est inscrite sur la liste des monuments culturels protégés de la république de Serbie (no SK 1060),. 